# Bistrica (Novo Naselje)

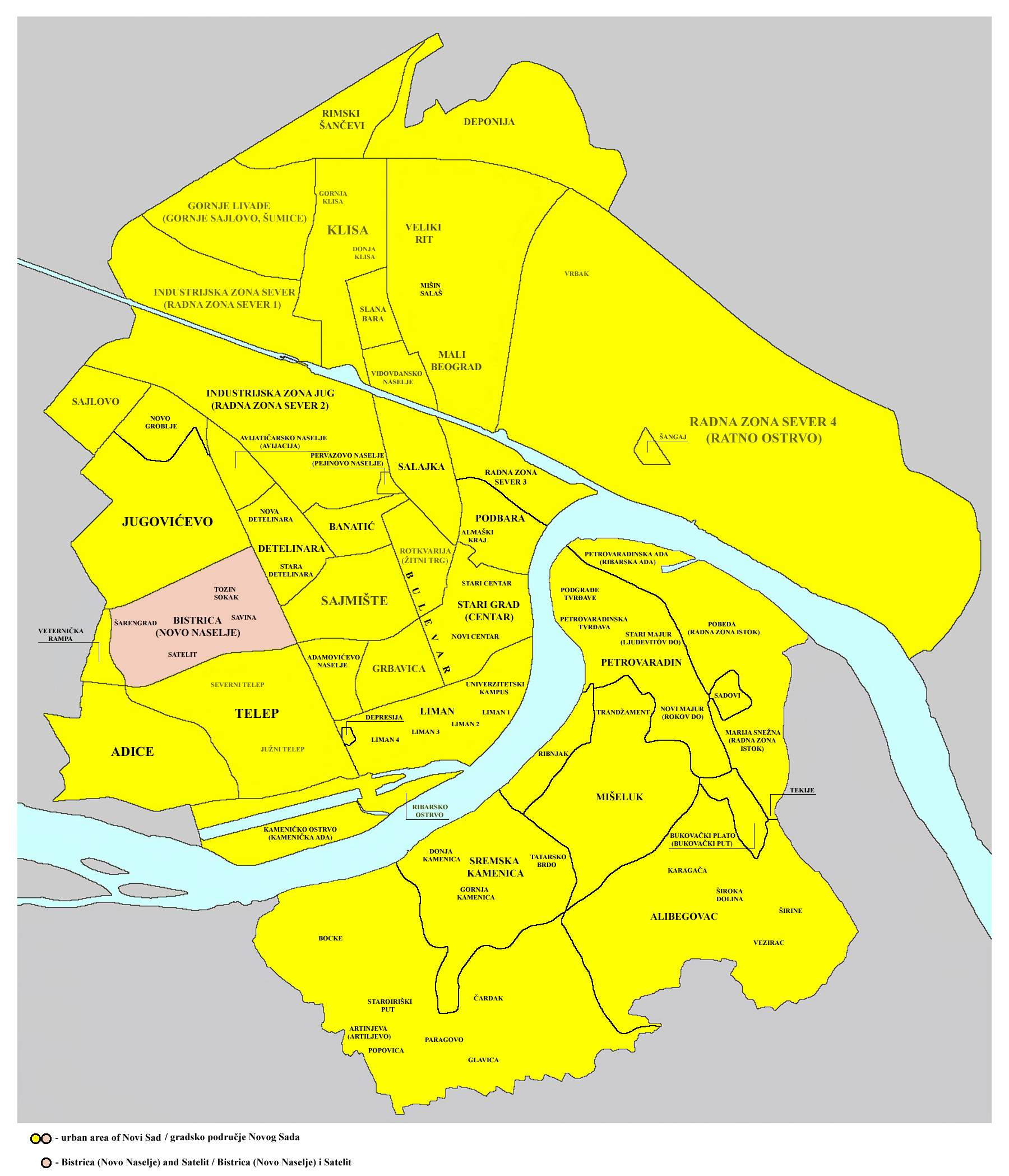
Mapa del área urbana de Novi Sad con la ubicación de Bistrica (Novo Naselje)

Bistrica (en serbio: Бистрица, en húngaro: Újtelep), también conocida como Novo Naselje (Ново Насеље), es un barrio de la ciudad de Novi Sad, la capital de la provincia serbia de Voivodina. Se encuentra en la orilla izquierda del río Danubio. Las primeras casas de la localidad se construyeron en 1957. Novo Naselje era el antiguo nombre de la localidad, el cual pasó 1992 a llamarse oficialmente Bistrica. En el censo de 1991 registró una población de 24.595 personas.

## Historia

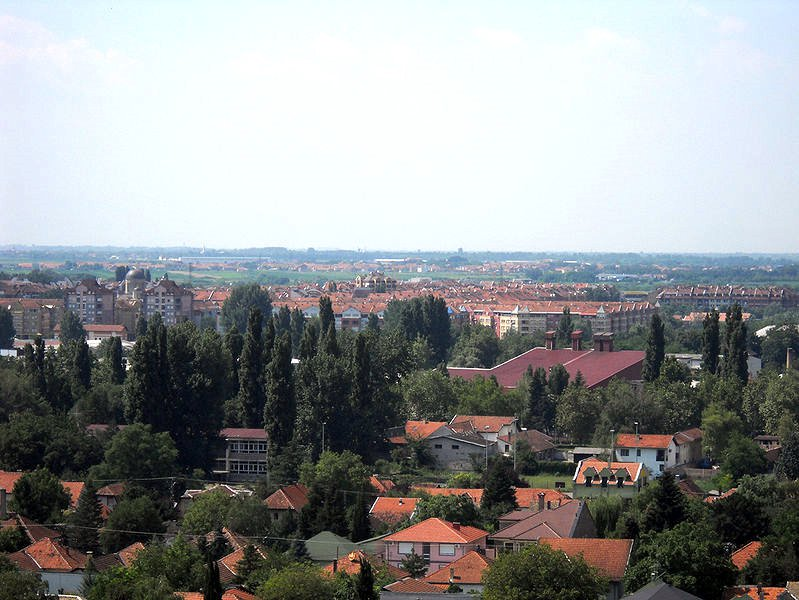
Vista panorámica de Bistrica (Novo Naselje).

Según mapas antiguos de los siglos XVI y XVII, existió un lugar llamado Bistrica en su actual locación, antes de la fundación de Novi Sad en 1694. El nombre Bistrica es de origen eslavo en particular serbio . No se sabe qué sucedió con la localidad, que en el siglo XVIII ya no existía. 
El desarrollo inmobiliario de Novo Naselje comenzó en 1957, con la construcción de los primeros edificios en la zona actualmente conocida como Tozinovac (situada en la actual Satelit). La construcción a gran escala alcanzó su máximo nivel entre 1976 y 1980. En este period el lugar adquirió asimismo su constitución actual. Aunque la construcción continuó, su intensidad disminuyó.
Entre 1980 y 1989, la sede del municipio de Podunavlje, una de las ex municipalidades de Novi Sad, se encontraba en Novo Naselje.

## Límites

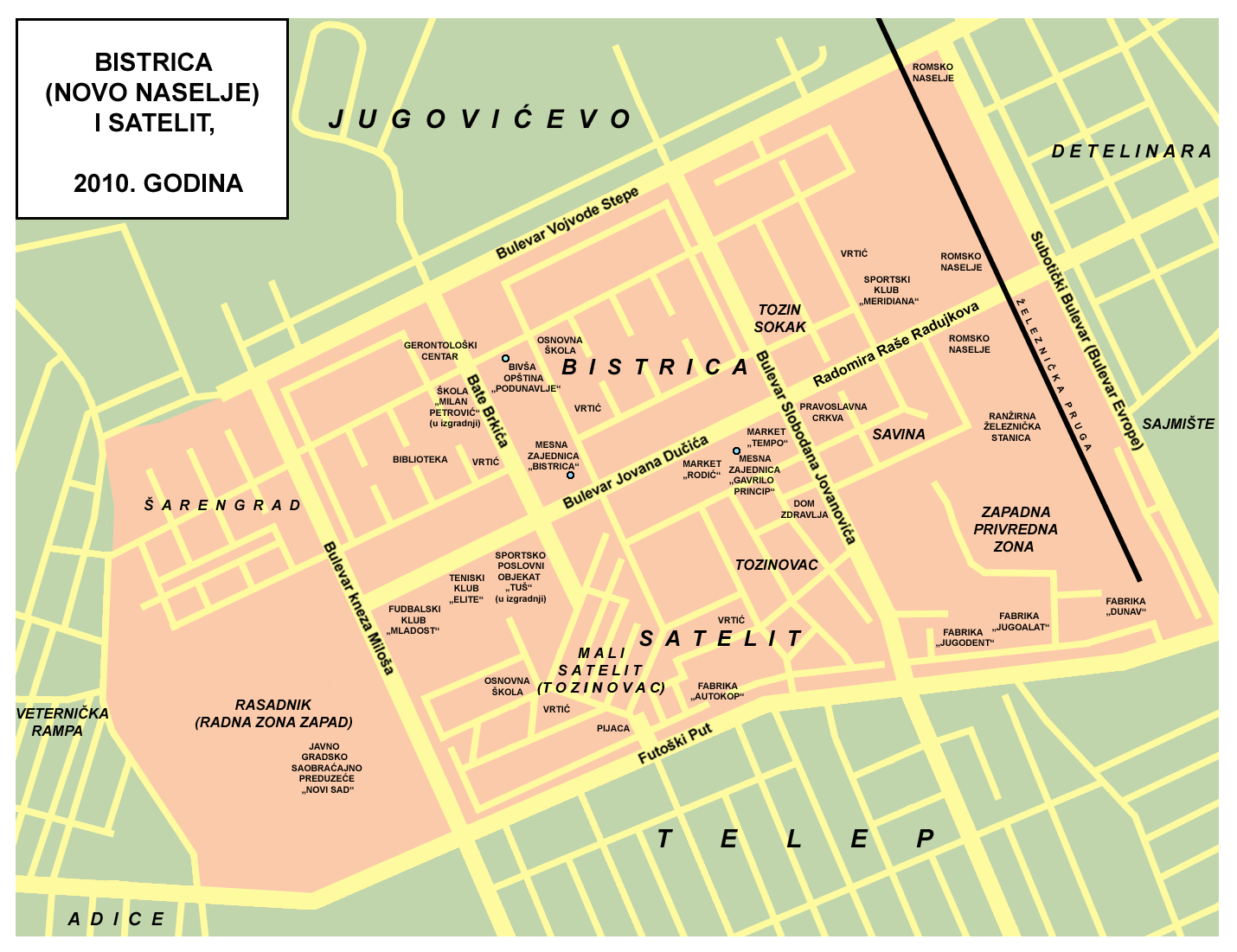
Mapa de Bistrica (Novo Naselje).

Bistrica está delimitada por el norte por el bulevar Vojvode Stepe (en serbio Vojvoda Stepa Boulevard), al occidente es la calle Somborska rampa (ulica Somborska rampa), al sur la calle Futoški (Futoški put), y al oriente por el bulevar Subotica (Bulevar Subotički). 
Las localidades vecinas son Jugovićevo al norte, Veternička Rampa al occidente, Telep al sur, y Sajmište y Detelinara al oriente.

## Secciones
Algunas de las zonas de Bistrica son Savina, Tozin Sokak (Šonsi), Šarengrad (Jamajka), Satelit (antes un sector independiente), Mali Satelit (o Pequeña Satelit, una parte de Satelit), Tozinovac (una parte de Satelit), Rasadnik (Radna Zona Zapad), y Zapadna Privredna Zona.
Desde el punto de vista administrativo, Bistrica se divide en dos comunidades locales, llamadas "Bistrica" y "Gavrilo Princip".

## Población
Según el censo de 1991 la población de Bistrica era de 24.595 personas, de las cuales
el 70 % serbios, el 10% húngaros, el 5% montenegrinos, otro  5% eslovacos y otro 5% croatas. En la actualidad, junto a Satelit, Bistrica suma cerca de 36.000 residentes.

Jugoalat.

## Economía
En la localidad hay varias fábricas: 
- Jugoalat, herramientas para cortar.
- Jugodent, equipamiento de dentistería.
- Autokop, piezas para automotores.
- Dunav, equipamiento otopédico.

En la parte occidental de la ciudad se encuentra la sede de Javno Gradsko Saobraćajno Preduzeće, una compañía municipal de transporte público.

## Cultura, salud y deporte

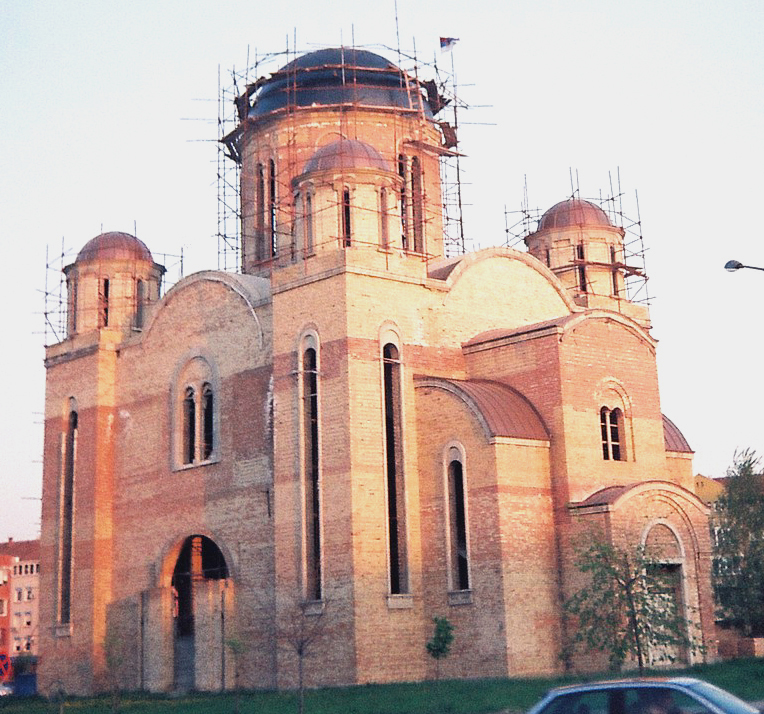
Iglesia ortodoxa en construcción.

Bistrica cuenta con dos escuelas elementales Prva vojvođanska brigada de 1980 y la Miloš Crnjanski de 1962. También cuenta con una sede de la biblioteca de la ciudad. En la parte occidental de la localidad se encuentra el estadio del blub FK Mladost. Hay una iglesia ortodoxa en construcción.